# 高瀨右光
高瀨右光（日语：／ Takase Akimitsu，1970年9月1日—），日本男性配音員。出身於千葉縣。Aksent所屬。身高176cm。A型血。

## 簡歷
以前經歷Mausu Promotion（2000年從江崎Production改名），江崎Production附屬養成所出身。
從已經死去俊介、小林修繼承了一些角色。

## 人物
興趣：電影鑑賞、作麵包。特長：劍道（三段）。

## 演出
粗體字表示主要角色。

### 電視動畫
1996年
- 烏龍派出所（尾崎網彥、駕駛員、導師）
- 聖天空戰記（士兵D、士兵B）
- VR快打（忍者A）
- 鋼鐵神兵（科學者2）
- 熱鬥小馬（男、瀧川、馬A）
- YAT安心！宇宙旅行（日语：YAT安心!宇宙旅行）（宅配員、客人）

1997年
- VIRUS（日语：VIRUS）（高速公路警察B、整備A）
- 尼克斯特戰記EHRGEIZ（日语：ネクスト戦記EHRGEIZ）（玫瑰1號機師、情報士官、操作員、同志）
- 貓狐警探（日语：はいぱーぽりす）（室田時次郎、鬼主任、魔物A 等）
- 科學情人（R1號、記者）

1998年
- 機器人播音員 MAICO 2010（日语：MAICO2010）（丙太）
- 女惡魔人（男、H.A隊員、廣播）
- 南海奇皇（日语：南海奇皇）（隊員、市來）
- 魔術士歐菲（牧場主人）
- 吉本無知子物語（日语：ヨシモトムチッ子物語）（垃圾蟲（日语：ゴミムシ）螢原）
- LEGEND OF BASARA（赤軍士兵、商人、男 等）

1999年
- 快感指令（日语：快感・フレーズ）（社員、駕駛員）
- 哆啦A夢 (大山羨代版)（河童）
- ∀鋼彈（DC兵1）
- 南海奇皇（藤崎恒彥）

2000年
- 夢幻天女（梧友規、男、來間千鳥的祖父、要人）
- 大嘴鳥（じいや）
- 激動！改變歷史的男人們 ～動畫靜岡縣史～（山岡鐵舟[2]）
- 幻想魔傳 最遊記（僧侶）
- Cybersix（日语：サイバーシックス）（電視新聞工作者、市長）
- 向陽之樹（山種惣助、原田磊藏、手塚良齋、井上信濃守、箕作阮甫、有村次左衛門）
- 深藍救兵（艾德）

2001年
- 烏龍派出所（木瓜山田）
- 通靈王（馬爾科）
- 辣妹當家（三谷司、赤城晃一、片瀨一貴）
- 忍者亂太郎（自然薯居士、毒竹城忍者八風鬼）
- 棋魂（門脇龍彥 等）

2002年
- 我們這一家（母親A）
- 蠟筆小新（警察官）
- 哆啦A夢 (大山羨代版)（男、廣播）
- 火影忍者（凱沙）
- 浮游泉大冒險（阿巴斯[3]、艦長[3]）
- Heat Guy-J（日语：ヒートガイジェイ）（佐山喬）
- 狐狸秀丸（日语：フォルツァ!ひでまる）（早風、蓋奧格）
- 神奇寶貝（古魯）

2003年
- 原子小金剛 (2003年版)（戴爾達）
- 宇宙學園（安池局員）
- 戀愛小魔女（先、裁判、執事）
- WOLF'S RAIN（士兵A）
- E'S OTHERWISE（曳士＝鷺宮）
- Gilgamesh（日语：ギルガメッシュ (漫画)）（街上男子A）
- 最遊記RELOAD（父）
- 鋼之鍊金術師（庫瑞）
- 星球流浪記（貝爾[4]）
- 名偵探柯南（記者、工作人員）
- 妄想科學美少女（作業員A、妖精1、男1、未來人B）
- 我們這一家（麵包店）

2004年
- 頭文字D Fourth Stage（笑面虎酒井）
- 北方戀曲 ～Diamond Dust Drops～（工作人員B）
- 銀河天使 (第4期)（政府高官）
- 烏龍派出所（三冠王怒火弁）
- 武士槍俠（日语：サムライガン）（龍宮醉鄉店主）
- 次元艦隊（三川軍一）
- 蒼穹之戰神 Dead Aggressor（小楯保）
- 忍者亂太郎（間切）
- 光與水的女神（托馬斯）
- 完美超人Joe（剛力怪人·颶風塔比托）
- 名偵探柯南（警備員、船長）
- 烘焙王（作業員）

2005年
- 我們這一家（大叔）
- Gallery Fake（日语：ギャラリーフェイク）（克朗）
- 新釋 真田十勇士 The Animation（日语：新釈 眞田十勇士）（真田信幸[5]）
- BLACK CAT（配下）
- 神奇寶貝超世代（ミツオダ·ミツオ）

2006年
- 光速蒙面俠21（小早川秀馬、倉敷卓人）
- 童話槍手小紅帽（艾爾夫族國王）
- 戀愛天使安琪莉可 ～心甦醒之時～（薩克莉雅精靈）
- 獸王星（拉達）
- 人造昆蟲KABUTOBORG V×V（夏爾·路德戈爾）
- 009-1（米萊諾的父親）
- 忍者亂太郎（山賊）
- MAJOR 2nd season（乾）
- 落語天女（妖怪）
- 怪醫美女RAY THE ANIMATION（醫生）

2007年
- 戀愛天使安琪莉可 ～光輝的明天～（研究員、薩克莉雅精靈）
- 東京魔人學園劍風帖 龖（日语：東京魔人學園剣風帖）（粉絲、刑事C、押上）
- 東京魔人學園劍風帖 龖 第貳幕（押上）
- BLUE DRAGON（薩波）
- 灣岸競速（黑木隆之）

2008年
- 艾莉森與莉莉亞（大尉）
- 狼與辛香料（村長）
- GUNSLINGER GIRL -IL TEATRINO-（布魯諾）
- 骷髏13（フィッシュバーグ）
- 死後文（イジメ）
- 超能少女 蘭（本山）
- 圖書館戰爭（平賀）
- 夏目友人帳（垂申）
- 新·安琪莉可 Abyss（編集長）
- 發現·體驗·我喜歡巧虎！
- BLUE DRAGON 天界的七龍（庭園人員的叫聲、薩波、雍加）
- MAJOR 4th season（矢田部）
- World Destruction ～毀滅世界的六人～（看守）

2009年
- 我們這一家（店員C）
- 豹頭王傳說（波爾哥·瓦連）
- 獸之奏者 艾琳（薩裘的父親、莫頓）
- 閃亮雙胞胎（男性）
- 真魔神 衝擊！Z篇 on television（兜劍造）
- 第一神拳New Challenger（國內戰實況）
- FRESH光之美少女！（桃園圭太郎）

2010年
- 黑執事II（神父）
- GIANT KILLING（志村）
- 心靈偵探 八雲（紅眼男子）
- 女僕咖啡廳（下澤半藏）
- 哆啦A夢 (水田山葵版)（巡警先生）
- 火影忍者疾風傳（赤星、凱沙）

2011年
- THE IDOLM@STER（審査員）
- 紙箱戰機（北島小次郎、加納義一）
- 夏目友人帳 參（親戚叔叔）
- 惡魔奶爸（相澤庄次、霧矢令司）

2012年
- 王者天下（肆氏）
- 白熊咖啡廳（部長）
- 哆啦A夢 (水田山葵版)（祖古梨）
- 農大菌物語Returns（駕駛）

2013年
- 王者天下 (第2期)（肆氏[6]）
- 進擊的巨人（大流士·貝爾）
- 紙箱戰機W（北島小次郎）
- 忍者亂太郎（武士）

2015年
- 蒼穹之戰神 EXODUS（小楯保[7]）

2016年
- 烏龍派出所 THE FINAL 兩津勘吉最後的一天（尾崎網彥）

2017年
- 牙狼〈GARO〉-VANISHING LINE-（日语：牙狼-GARO- -VANISHING LINE-）（龐恩）

2018年
- 刻刻（佐河順治的父親）
- MAJOR 2nd（乾）
- 蠟筆小新（G-MEN）
- 哆啦A夢 (水田山葵版)（味方大）

2020年
- 啄木鳥偵探所（木户番）
- 高校之神（カン檢事）

2023年
- 帶著智慧型手機闖蕩異世界。（俄瑞斯·洛雅·雷古路斯）

### 電影動畫
2002年
- WXIII 機動警察[8]
- 蠟筆小新：風起雲湧 壯烈！戰國大會戰（狙撃兵）

2004年
- 劇場版 火影忍者：大活劇！雪姬忍法帖!!（助理導演）

2005年
- 翡翠森林狼與羊（特羅）

2008年
- Highlander：The Search for Vengeance（日语：HIGHLANDER ハイランダー 〜ディレクターズカット版〜）（議長）

2009年
- 宇宙戰艦大和號 復活篇（鄉田實[9]）

2010年
- 蒼穹之戰神 HEAVEN AND EARTH（小楯保）

2012年
- 神秘之法（日语：神秘の法）（保守派政客）

2019年
- 蠟筆小新：新婚旅行風暴 ～奪回廣志大作戰～（車手）

### OVA
1996年
- 音速小子（日语：ソニック・ザ・ヘッジホッグ (OVA)）（秘書）
- 魔法使Tai！（廣播、愛川茜的男友4號、教師）

1997年
- 銀河英雄傳說
- 櫻花大戰 櫻華絢爛（村民）
- 美少女電腦戰隊（日语：電脳戦隊ヴギィ'ズ★エンジェル）（史考特）
- 真奈美&奈美 SPRITE（日语：SPRITE (漫画)）（高村徹的父親）

1998年
- 青之6號（操作員）
- 火宵之月 ～秋狂言～（日语：火宵の月）（御家人）

2001年
- 魍魎游擊隊2（部下A、隊員）

2003年
- 新·北斗神拳（托比）

2005年
- 鴉 -KARAS-（記者）

2007年
- 頭文字D BATTLE STAGE 2（笑面虎酒井）
- MURDER PRINCESS（日语：MURDER PRINCESS）（彼特·阿姆斯壯）

2010年
- 惡魔奶爸 ～撿到大魔王的嬰兒!?～（相澤庄次）[注 1]

### 遊戲
1998年
- 東京魔人學園劍風帖（紫暮兵庫、村雨祇孔 等）
- 立體忍者活劇 天誅（偶）

1999年
- 女神戰記（蘇芳）

2000年
- 高機動幻想 機甲槍兵（日语：高機動幻想ガンパレードマーチ）（遠坂圭吾）
- 惡魔人（亞格威爾）
- 立體忍者活劇 天誅 貳（梵論）

2002年
- （布魯諾）
- 機甲武裝G毀滅者（日语：機甲武装Gブレイカー）（加洛加·達斯特）
- 通靈王 Spirit of Shaman（馬爾科）
- 通靈王 超·占事略決3（馬爾科）
- 東京魔人學園外法帖（日语：東京魔人學園外法帖）（泰山）
- 棋魂 院生頂上決戰（門脇龍彥）
- 棋魂2（門脇龍彥）
- 劍芒羅曼史II -尋找銀色彩虹-（日语：ロマンスは剣の輝きII）（阿爾比昂、法蘭克斯、葛爾巴）

2003年
- 頭文字D Special Stage（日语：頭文字D ARCADE STAGE）（笑面虎酒井）
- （喜多道滿）
- 侍道2（日语：侍道2）（岡引）
- 通靈王 Soul Fight（馬爾科）
- MAX PAYNE（警察官）

2004年
- 守護者列傳GBA（天空騎士）
- 九龍妖魔學園紀（日语：九龍妖魔學園紀）（夕薙大和、麥肯增）
- 3年B班金八老師 成為傳說中的教師！（關原大介）
- 東京魔人學園外法帖血風錄（日语：東京魔人學園外法帖）（泰山）
- 鋼之鍊金術師2 紅色靈藥的惡魔（日语：鋼の錬金術師2 赤きエリクシルの悪魔）（庫瑞）
- BLOODY ROAR 4（日语：ブラッディロア）（尤哥）

2005年
- 忍道 戒（日语：忍道 戒）（侍大將）
- 永恆冒險（拉斯）
- Twelve ～戰國封神傳～（日语：Twelve〜戦国封神伝〜）（伊佐夫、馬斯卡、杜懷德）
- 風雲 幕末傳（山縣狂介）
- 義經紀（日语：義経紀）（平教經）

2006年
- 狂野歷險 the Vth Vanguard（Dyogrammaton）

2007年
- 頭文字D ARCADE STAGE 4（笑面虎酒井）
- 秘境探險：黃金城秘寶
- CRYSIS（士兵）
- 最終幻想水晶編年史 命運之輪（拉特夫）
- 長劍風暴：百年戰爭（阿爾迪爾·德·利修蒙）

2008年
- 白騎士物語（日语：白騎士物語）

2009年
- L2 Love×Loop（日语：L2 Love×Loop）（丁德）

2010年
- 烏龍派出所 兩津流致富大作戰！（尾崎網彥）
- 戰慄深隧（康恩）

2011年
- Kinect 迪士尼大冒險（日语：Kinect: ディズニーランド・アドベンチャーズ）（三月兔）

2013年
- 決勝時刻：魅影[10]
- 地鐵：最後的曙光（康恩[11]）

### 廣播劇CD
- 來自彼方（日语：彼方から）（多魯斯）
- 發出共鳴吧！私立轟高校圖書委員會（日语：共鳴せよ!私立轟高校図書委員会）（庫德三世）
- 九龍妖魔學園紀（日语：九龍妖魔學園紀）（夕薙大和）
- 通靈王 S.F.O.V IV「Al Di La Da」（馬爾科）
- 創龍傳（警官）
- 東京魔人學園劍風帖（村雨祇孔、紫暮兵庫）
- 打工魔法師（福原憲也）
- 封魔少年焰&陣（等軍秀明）
- 狂野歷險2 Wild Arms 2nd 廣播劇原聲帶（日语：ワイルドアームズ セカンドイグニッション#ドラマCD）（朱代卡）

### BLCD
- （伍桐）
- （平田[12]）
- （武井靖之）
- （五十嵐）

### 廣播劇
- VOMIC 華麗的餐桌（曾根崎總一郎）

### 外語配音

#### 電影
- 54激情俱樂部（英语：54 (film)）（基伊〈多門尼克·隆巴多西〉）※影碟版。
- 第5毀滅（奧利弗·沙利文〈榮·利文斯通〉）
- 七級公務員（盧圭賢博士）
- 爆炸頭忍者（日语：アフロ忍者）（黑閃電〈詹姆士·布拉克〉）
- 亞歷山大帝
- 魯邦三世 (2004年電影)（Léonard）
- 杏林戰場（英语：Article 99）（Leo Krutz〈Jeffrey Tambor〉）※東京電視台版。
- 殲滅13區（英语：Assault on Precinct 13 (2005 film)）
- 集结號
- 地球末日（英语：Asteroid (film)）（Matthew Rogers博士〈邁克·韋瑟利〉）※影碟版。
- 倩影刺客（英语：Æon Flux (film)）
- 巴比倫密碼
- Back Fire！（日语：バックファイヤー!）
- 蝙蝠俠4：急凍人 ※DVD版。
- 世界異戰
- 黑道比酷（英语：Be Cool）（Elliot Wilhelm〈巨石強森〉）
- 絕地奶霸（英语：Big Momma's House）（Cab Driver）
- 鳥籠 ※VHS版。
- 七百擊（英语：Blessed (2004 film)）
- 不羈夜（英语：Boogie Nights）（大學生〈Kai Lennox〉）
- 大製騙家（英语：Bowfinger）（Sanchez〈Alejandro Patino〉）
- 男孩別哭
- 勇敢復仇人
- 終極拘捕令（英语：Caught Up (film)）（Daryl〈Bokeem Woodbine〉）
- 入侵腦細胞2（英语：The Cell 2）（Harris保安官）
- 金甲風暴（英语：Cherry 2000）
- 巔峰戰士（英语：Cliffhanger (film)） ※日本電視台版。
- 空中監獄（Joe "Pinball" Parker〈戴夫·查普爾〉）※影碟版。
- 燃燒戰車（英语：Crash and Burn (2008 film)）（Kevin Hawkins〈埃瑞克·帕拉迪諾〉）
- 血世紀（Christopher Caruso〈文斯·科洛斯莫〉）
- 越空狂龍 ※朝日電視台版。
- 無間道風雲（Sean Costigan〈凱文·考利甘〉）
- 星光繼承者（King Beast〈丹·佩恩〉）
- Desperately Seeking Santa (2011年電影)（Neal）
- 戴安娜（Colin〈喬納森·科利甘〉）
- 分歧者：異類覺醒（Eric〈傑·寇特尼〉）
- 分歧者2：叛亂者（Eric〈Jai Stephen Courtney〉）
- 魔幻屠龍 ※影碟版。
- 亡命客機（德语：Faktor 8 – Der Tag ist gekommen）（Gregor Hecker〈Oliver Mommsen〉）
- 驚奇4超人 ※日本電視台版。
- 空中危機
- 傻愛成真（英语：Fools Rush In (1997 film)）
- 開膛手（英语：From Hell）（費拉爾醫師〈Paul Rhys〉）※VHS、DVD版。
- 超級盃奶爸（英语：The Game Plan (film)）
- 情歸紐澤西（英语：Garden State (film)）（Mark〈彼得·賽斯嘉〉）
- 再見列寧！（Rainer〈亞歷山大·貝葉爾〉）
- 星際異攻隊（監視塔守衛1）
- Gunblast Vodka（法语：Gunblast Vodka）
- 凱薩萬歲！（Eddie Mannix〈喬許·布洛林〉）
- 勇士追緝令（Terry Subcott〈雷·利奧塔〉）
- 星際快閃黨（Ford Prefect〈Mos Def〉）
- 透明人 ※影碟版。
- 銀色殺機
- 小鬼當家3（警官〈尼爾·弗林〉）※日本電視台版。
- 親愛的，我把孩子放大了（英语：Honey, I Blew Up the Kid） ※日本電視台版。
- 魔掌（英语：Idle Hands）
- ID4星際終結者（青年〈安德魯·基根〉）※影碟版。
- 傑克：巨人戰紀（巨人兵）
- 傑克萊恩：詭影任務（Viktor Cherevin〈簡尼夫·班納〉）
- 詹姆士·龐德：明日帝國（雷達兵）※富士電視台版。
- 毛骨悚然2：鬼擋路（英语：Jeepers Creepers 2）（Scott "Scotty" Braddock〈埃里克·內寧格〉）
- 最後的契約（英语：The Last Contract）
- 彩票追緝令（英语：Le Boulet）（Youssouf警部〈傑曼·翰蘇〉）
- 奪命總動員 ※影碟版。
- 迷失太空 ※日本電視台版。
- 相思光年（英语：Love Phobia）（喬根的父親）
- 特種進化（英语：The Machine (film)）（James）
- 大聯盟3（英语：Major League: Back to the Minors）（Rube Baker）
- 大叔（滿錫〈金希沅〉）
- 駭客任務：重裝上陣（Mifune〈Nathaniel Lees〉）※富士電視台版。
- 極度冒險 ※VHS、DVD版。
- 食人魚（英语：Mega Piranha）（Jason Fitch〈Paul Logan〉）
- 秘密客 ※東京電視台版。
- La Taupe／The Mole（法语：La Taupe (téléfilm)）（Cominetti）
- 慕尼黑（Andreas〈Moritz Bleibtreu〉）
- 西遊記（英语：The Monkey King (miniseries)）
- 決戰阿拉斯加
- 捍衛時空戰士（英语：No Escape (1994 film)） ※東京電視台版。
- P.S. 我愛你（Eillot）
- 淒艷斷腸花（英语：The Paradine Case）（André Latour〈Louis Jourdan〉）
- 人民公敵（英语：Public Enemy (2002 film)）（嚴班長）
  - 人民公敵續集（英语：Another Public Enemy）（金信日）
- 凶兆 (2006年電影)
- 一夜情（英语：One Night Stand (1997 film)）（George〈Glenn Plummer〉）
- 貝克（英语：Pecker (film)）（Jed Coleman）
- Phantom Force（日语：Phantom Force）
- DJ甜心
- 格鬥風雲（英语：Redbelt）
- 衝擊之路（英语：Reservation Road）
- 猩球崛起（Rodney〈Jamie Harris〉）
- 獵殺鬼世界（英语：Rise: Blood Hunter）（Bartender〈瑪麗蓮·曼森〉）
- 冷血悍將（導遊）※富士電視台版。
- 魔鬼阿諾（Captain Freedom〈傑西·溫圖拉〉）※DVD版。
- 決戰終點線（BRM機械）
- 七日綁票令（英语：Seven Days (film)）（鄭哲鎮）
- 烈焰風暴（英语：Scorched (2008 film)）（Michael Francia〈Vince Colosimo〉）
- 落在香杉樹的雪花（Kazuo Miyamoto〈Rick Yune 飾演〉）
- 白雪公主：恐怖故事（英语：Snow White: A Tale of Terror）（Peter Gutenberg〈大衛·康瑞德〉）
- 終極笑探（英语：Spy Hard）（殺手）
- 正義悍將（Coates〈凡夫俗子〉）
- 特遣部隊（英语：Tactical Force）（Demetrius〈邁克爾·山克斯〉）
- Tjorven, Batsman, and Moses（瑞典语：Tjorven, Båtsman och Moses）
- Traces of Love（英语：Traces of Love）（祐〈劉智泰〉）
- 紫醉金迷（公司社員）
- 兇手正在看著你（英语：The Watcher (film)） ※VHS、DVD版。
- 冒牌伴郎生擒姊妹團（Zachary "Sack" Lodge〈布萊德利·庫柏〉）
- 白宫末日（Hutton〈Anthony Lemke〉）
- 三人有三個夢想（英语：Wonderland (1999 film)）（提姆〈斯圖爾特·湯桑德〉）
- 世貿中心
- 鬼擋路2（Wojo〈John Stewart〉）

#### 電視影集
- 24（Brain Mayer參議員〈Kurtwood Smith〉）
- 毋庸置疑（英语：Above Suspicion (TV series)）（Mike Lewis 〈Shaun Dingwall〉）
- 阿加莎·克里斯蒂：大偵探波洛（Pierre Michel）
- 霹靂嬌娃 (2011年電視影集)（英语：Charlie's Angels (2011 TV series)）
- 犯罪心理（第3季：卡爾弗特、第4季：文森特〈艾歷克斯·奧洛林〉、第6季：哈定）
- 犯罪心理：嫌犯動機
- 艾德（英语：Ed (TV series)）（Michael "Mike" Burton〈喬許·蘭達爾〉）
- 急診室的春天 (第13、14季)（里奇曼）
- 傳世（Gordon Kern〈Maury Sterling〉）
- 萬惡高譚市（Alfred Pennyworth〈西恩·帕威〉、Butch Gilzean〈Drew Powell〉）
- 綠葉家族（英语：Greenleaf (TV series)）（Jacob Greenleaf〈Lamman Rucker〉）※Netflix版。
- 倚天屠龍記（張松溪、空見）
- 大騙局
- 強·艾德格（Robert F. Kennedy〈傑弗里·多諾萬〉）
- 笑傲江湖（岳不群〈巍子〉）
- 法律與秩序（Michael Cutter〈萊納斯·羅徹〉）
- 靈媒緝凶 (第7季／Final)（Heath Timlin）
- 虎膽妙算（Willy Armitage〈Peter Lupus〉）※DVD追加錄音版。
- 擁抱太陽的月亮
- P.S. I Luv U（英语：PP.S. I Luv U）（Cody Powell／Joey Paciorek〈Greg Evigan〉）
- 波塞冬（權政律〈李成宰〉）
- Seven Days（英语：Seven Days (TV series)）（多諾萬）
- SKIP BEAT！華麗的挑戰（羅利寶田〈趙樹海〉）
- 浴血戰士：血與沙（Solonius〈Craig Walsh Wrightson〉）
- 浴血戰士：復仇之路（Solonius〈Craig Walsh Wrightson〉）
- 玩命快遞
- 記憶神探
- 血洗白教堂 (第3季)（Daemon）

#### 動畫
- 愛麗絲夢遊仙境（格林）
- 蝙蝠俠：智勇悍將（威爾·馬格努斯博士（英语：Will Magnus）、不露面獵人（英语：Faceless Hunters）、黑亞當／特斯·亞當）
- 夜行神龍（Broadway〈比爾·法格巴克〉、Hollywood）
- Monkey Magic (1998年電視動畫)（英语：Monkey Magic (TV series)）（高官）
- 第三星球的祕密（英语：The Mystery of the Third Planet）（Mesmero、Blob）
- 鞋貓劍客（村民）
- 星際大戰：複製人之戰 (2003年電視動畫)（基特·費斯托）
- 星際大戰：複製人之戰 (2008年電視動畫)（內務大臣、Mama the Hutt）
- 創：崛起（Tron）
- 小真與彩虹王國（英语：True and the Rainbow Kingdom）（Rainbow King〈Eric Peterson〉）
- X戰警：進化（Sabretooth）

### 特攝影集
2004年
- 特搜戰隊刑事連者（的聲音）

## 腳註

## 外部連結
- [https://aksent.co.jp/profile/takase_akimitsu/ （页面存档备份，存于） 高瀨右光｜Aksent］ （日語）